# Curzon Dobell
Curzon Dobell (Brooklyn, New York, 19??) is een Amerikaanse acteur. Dobell is het meest bekend door zijn werk in het computerspel Red Dead Redemption 2 uit 2018 waar hij de motion capture van het personage Hosea Matthews verzorgde. Dobell zit ook in bekende series zoals Netflix-serie House of Cards, Law and Order en The Blacklist.

## Filmografie

### Films
Inclusief korte films
| Jaar | Titel                            | Rol            |
| ---- | -------------------------------- | -------------- |
| 1983 | The Tempest                      | Rol            |
| 1992 | The Dance Goes On                | James' Father  |
| 1998 | Return to Paradise               | Client         |
| 2004 | Alone                            | Peter Shipke   |
| 2010 | Wall Street: Money Never Sleeps  | London Tailor  |
| 2012 | CLONED: The Recreator Chronicles | Mr. Carlson    |
| 2013 | Firefly                          | Grillmaster    |
| 2015 | Morning Ration                   | Rol            |
| 2016 | Ataraxia                         | Bryan Kelleher |
| 2018 | The Post                         | Nixon          |

### Series
| Jaar | Titel            | Rol                                       |
| ---- | ---------------- | ----------------------------------------- |
| 1992 | Law & Order      | Judge Stock, Alan Kirk                    |
| 2008 | John Adams       | First Senator                             |
| 2013 | House of Cards   | Print Reporter                            |
| 2014 | The Thing        | Rol                                       |
| 2016 | Mr. Robot        | Department Head #1                        |
| 2017 | The Blacklist    | Doctor                                    |
| 2017 | Bull             | Calvin Browning                           |
| 2018 | Billions         | Judge Go                                  |
| 2019 | Gotham           | Doctor                                    |
| 2019 | The Enemy Within | CIA Director Meyers, CIA Director Roberts |
| 2019 | City on a Hill   | Clerk Magistrate                          |

### Computerspellen
| Jaar | Titel                 | Rol            |
| ---- | --------------------- | -------------- |
| 2018 | Red Dead Redemption 2 | Hosea Matthews |